# Deutsch-kosovarische Beziehungen
Deutschland erkannte den Kosovo im Februar 2008 als einer der ersten Staaten an. Da es erst von 115 der 193 Mitgliedstaaten der Vereinten Nationen anerkannt wird, ist es für das Land schwierig, in internationale Organisationen aufgenommen zu werden. Deutschland ist unter anderem im Rahmen der multinationalen Missionen UNMIK, KFOR und EULEX im Kosovo vertreten. Auf der Geberkonferenz 2008 war Deutschland, nach der USA, der zweitgrößte Geldgeber für das Kosovo.

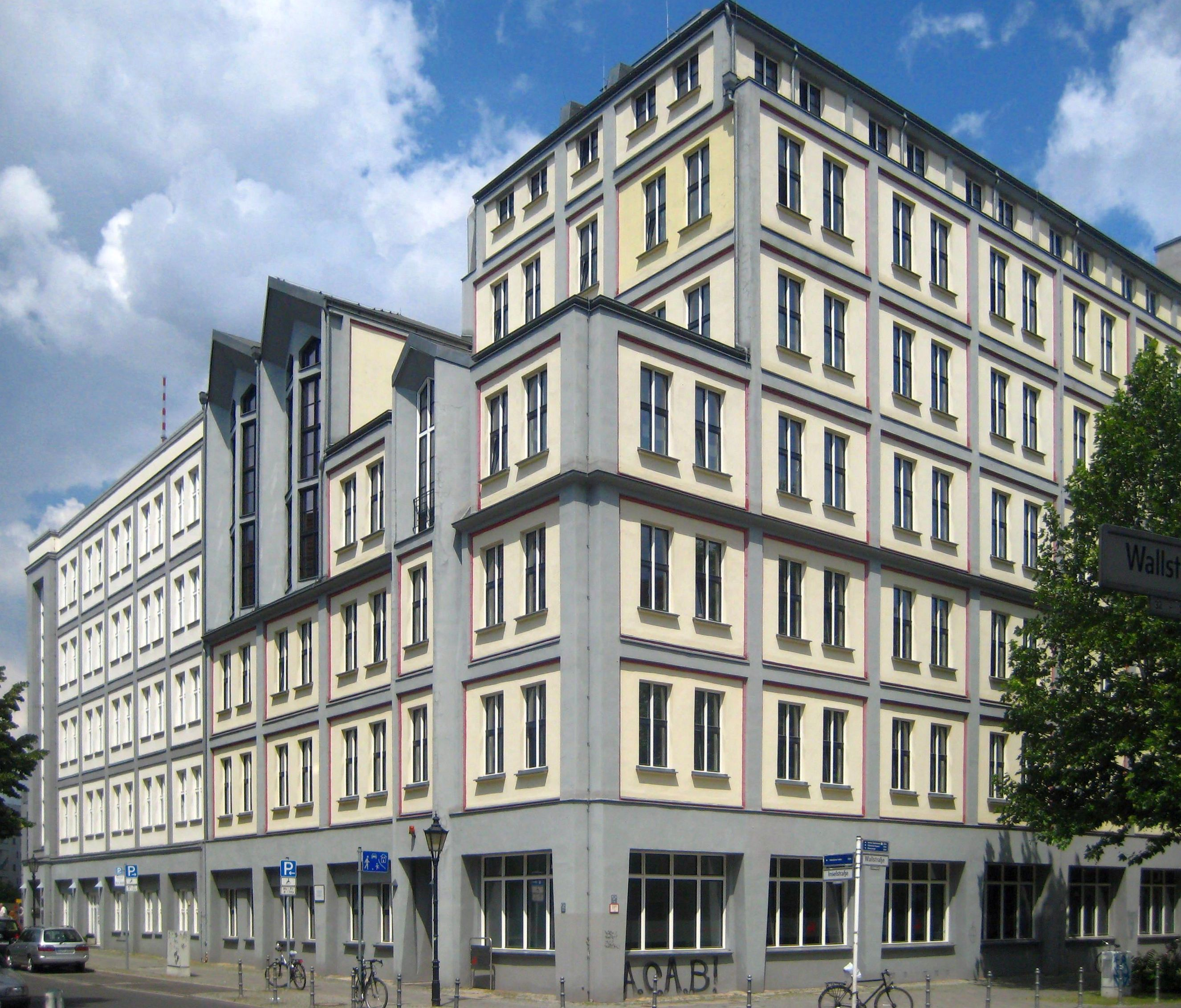
Das Hermann-Schlimme-Haus ist Sitz der kosovarischen Botschaft in Berlin.

Deutschland betreibt seit dem 27. Februar 2008 die Deutsche Botschaft Pristina. Das Kosovo hat eine Botschaft in Berlin sowie Konsulate in Düsseldorf, Frankfurt am Main, Leipzig, München und Stuttgart.
Die Deutsch-Kosovarische Gesellschaft wurde 2008 gegründet und hat ihren Sitz in Erfurt. Außerdem existiert eine Bayerisch-Kosovarische Gesellschaft.

## Geschichte

### Mittelalter und frühe Neuzeit
Eine deutsche Präsenz im Gebiet des heutigen Kosovo ist schon für das Mittelalter bezeugt, als das Territorium Teil des Serbischen Reiches war. Besonders bedeutsam für die Entwicklung des Landes waren hierbei sächsische Bergleute, die als Spezialisten seit dem Ende des 13. Jahrhunderts in Serbien tätig waren und zahlreiche Privilegien genossen. Als wichtige Siedlungen der Sachsen im Kosovo können Trepča, Janjeva, Letnica und besonders Novo Brdo genannt werden. Außer im Bergbau dienten Deutsche in dieser Zeit im Kosovo auch als Ritter, zogen als Spielleute umher oder waren als Handwerker tätig.
Ab der Schlacht auf dem Amselfeld (1389) geriet auch das Kosovo unter osmanische Kontrolle und sollte es bis 1912 bleiben. Eine Ausnahme hiervon bildet der Große Türkenkrieg (1683–1699), in dem Truppen der Heiligen Liga (1684), das heißt des Heiligen Römischen Reiches Deutscher Nation und seiner Verbündeten zeitweise tief in osmanisches Gebiet vordringen konnten und unter anderem (ebenfalls nur zeitweise) Pristina erobern konnten (1689). Ebenfalls 1689 starb der kaiserliche General Enea Silvio Piccolomini in Prizren. An den Feldzügen hatten Serben und Albaner teilweise auch auf kaiserlicher Seite teilgenommen. Als sich das Kriegsglück gegen sie wandte, flohen viele Serben in österreichisches Gebiet – eine Ursache für den demographischen Niedergang der serbischen Bevölkerung im Kosovo. Auch im Venezianisch-Österreichischen Türkenkrieg (1716–1718) fanden sich Albaner und Serben auf österreichischer Seite, wieder kam es zu erfolgreichen Gegenangriffen der Türken. Wieder mussten bedrohte Serben (und auch Albaner) auf österreichisches Territorium flüchten. Das Kosovo blieb weiterhin osmanisch.

### 19. Jahrhundert bis zum Ersten Weltkrieg
Im 19. Jahrhundert regte sich das albanische Nationalgefühl im Zuge der Rilindja-Bewegung wieder stärker. 1878 wurde die Liga von Prizren gegründet, die sich die Verteidigung des gesamten als albanisch verstandenen Territoriums einschließlich Kosovos vor Gebietsansprüchen fremder Mächte auf ihre Fahnen schrieb und für alle albanischen Gebiete Autonomie und kulturelle Freiheit innerhalb des Osmanischen Reiches forderte. Die Liga wurde zerschlagen, die albanische Frage blieb aber virulent. So warben zum Beispiel Abdyl Frashëri und Mehmed Ali Vrioni 1879 in Berlin (wie auch in anderen bedeutenden europäischen Hauptstädten) um Unterstützung für die albanische Sache. Diese Bemühungen bei den europäischen Großmächten zeigten aber keine Wirkung. Nach dem gewonnenen anti-türkischen Ersten Balkankrieg 1912/1913 teilten die Balkanstaaten die verbliebenen europäischen Besitztümer der Türkei unter sich auf. Während es ihnen dabei nicht gelang, ganz Albanien ihren Territorien anzuschließen und dieser Teil der albanischen Siedlungsgebiete seine Unabhängigkeit erlangen konnte, wurden andere von Albanern für ihren Staat beanspruchte Gebiete (u. a. Kosovo) den Nachbarstaaten zugeschlagen. Mit dem Londoner Vertrag (1913) billigten die europäischen Großmächte und damit auch das Deutsche Reich unter anderem auch die Annexion Kosovos durch Serbien. Nach einem Zwischenspiel der österreichisch-ungarischen (teilweisen) Besetzung (1915–1918) im Ersten Weltkrieg kam das Kosovo wieder zu Serbien beziehungsweise zu Jugoslawien.

### 20. Jahrhundert
Im Zweiten Weltkrieg führte der deutsche Überfall auf Jugoslawien im April 1941 schnell zur Niederlage und zum Zusammenbruch des angegriffenen Staates. Wie die Kroaten hatten sich auch die Kosovo-Albaner kaum an dessen Verteidigung beteiligt, da sie sich meist nicht mit ihm identifizieren konnten. An der Aufteilung des eroberten Landes nahmen auch Deutschlands Verbündete Italien und Bulgarien teil. Das Kosovo und Teile Mazedoniens wurden mit Albanien vereinigt, das Mussolini am 7. April 1939 hatte besetzen lassen (siehe auch Geschichte Albaniens#Zwischenkriegszeit).
Nach dem Ausscheiden Italiens aus dem Krieg im Sommer 1943 besetzten die Deutschen das Kosovo. Elastisch modifizierten die Nationalsozialisten ihre Rassenideologie, indem sie die Albaner zur höherwertigen Rasse im Vergleich zu den Slawen erklärten. Auf diese Weise gewannen sie einen großen Teil der Albaner für den Kampf gegen die jugoslawischen Partisanen. Seit 1943 war das Kosovo zunehmend zum Aktionsgebiet jugoslawischer Partisanenverbände geworden. Ihre Angriffe auf die deutschen Truppen und die albanische Polizei wurden mehrfach durch die Ermordung serbischer Zivilisten vergolten. Personen, die im Verdacht standen, die Partisanen zu unterstützen, wurden auch in das kroatische KZ Jasenovac verschleppt. 1944 wurde die kosovo-albanische SS-Division Skanderbeg aufgestellt. Ihr Standort war Prizren, ihr hauptsächliches Operationsgebiet das Kosovo. In ihrem brutalen Vorgehen unterschied sie sich nicht von den deutschen Verbänden. Schließlich konnten die Partisanen (auf deren Seite auch Albaner kämpfen) die Deutschen vertreiben und zum Ende des Krieges wurde das Kosovo wieder jugoslawisch.
Der serbisch-albanische Konflikt um das Kosovo schwelte auch nach 1945 weiter. Schärfe gewann er wieder mit der Aufhebung der kosovarischen Autonomie 1989 und dem Zerfall Jugoslawiens ab 1991. Die Albaner im Kosovo versuchten auch weiterhin, auf vornehmlich friedlichem Wege zu einer Verständigung mit den Serben zu kommen (genannt sei hier Ibrahim Rugova); ab Mitte der 1990er Jahre kam es aber auch immer mehr zu Gewalttaten: die „Befreiungsarmee des Kosovo“ (UÇK) trat auf den Plan. Der Konflikt zwischen der Bundesrepublik Jugoslawien und der UÇK führte schließlich zum Kosovokrieg 1998/1999.

### Kosovokrieg und staatliche Anerkennung durch Deutschland

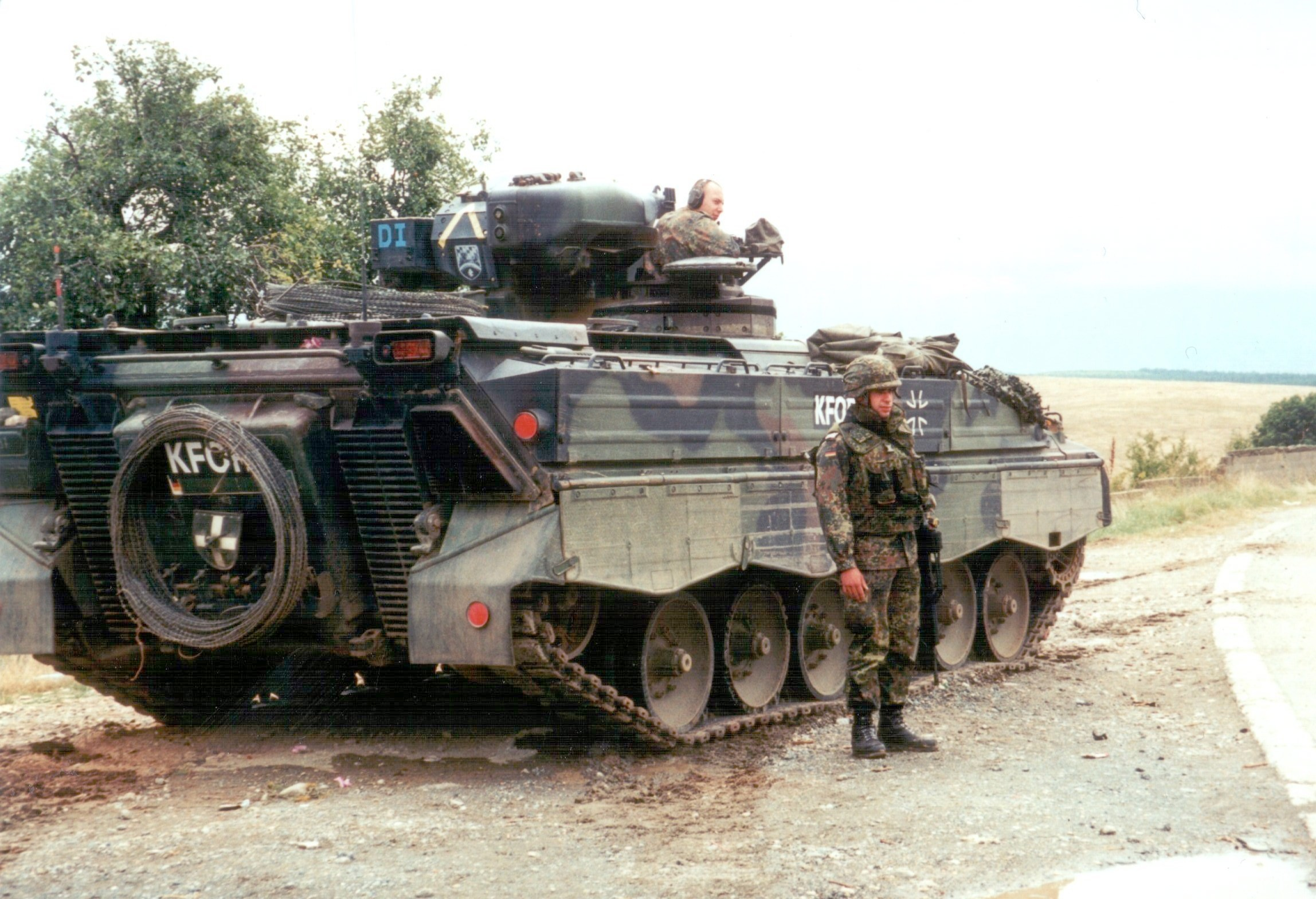
Deutsche Truppen im Kosovo 1999

Der deutsche Bundestag stimmte am 16. Oktober 1998 (drei Wochen nach der Bundestagswahl 1998) der Beteiligung von Streitkräften der Bundeswehr an einer NATO-Intervention gegen Jugoslawien zu mit dem Ziel, die kosovarische Zivilbevölkerung zu schützen. Erstmals seit dem Zweiten Weltkrieg nahmen deutsche Soldaten wieder an Kriegshandlungen teil, was als eine Zäsur in der deutschen Außenpolitik galt.
Die Kriegsbeteiligung wurde in Deutschland intensiv und kontrovers diskutiert. Da eine UN-Resolution nicht vorlag, wurde von Gegnern der Intervention eine Völkerrechtswidrigkeit des Einsatzes postuliert. Die Befürworter verwiesen auf eine humanitäre Notlage. Die damaligen deutschen Minister Joschka Fischer und Rudolf Scharping behaupteten 1999 die Existenz eines jugoslawischen Hufeisenplans zur „ethnischen Säuberung“ des Kosovo von seiner albanischen Mehrheitsbevölkerung. Die Existenz dieses Planes ist nicht bewiesen.
Unabhängig von der Kontroverse über die Planmäßigkeit der Vertreibungen strömte eine große Flüchtlingswelle von Kosovo-Albanern nach Westeuropa, vor allem nach Deutschland. Politisch kontrovers diskutiert wurde im Anschluss in Deutschland die Frage der Rückkehr der Flüchtlinge in ihr Heimatland.
Nach dem militärischen Sieg des NATO-Bündnisses über Jugoslawien übernahm eine NATO-geführte Friedenstruppe (KFOR) unter UN-Mandat die Kontrolle über das Land, das völkerrechtlich weiter Teil der Bundesrepublik Jugoslawien bzw. Serbien-Montenegros blieb. Es wurden auch deutsche Soldaten im Kosovo stationiert (als Führungsnation im sogenannten „Südsektor“). Ihr Hauptquartier befindet sich in Prizren. Nach den März-Unruhen 2004 gab Peter Struck (deutscher Verteidigungsminister von 2002 bis 2005) bekannt, dass die Bundeswehr 600 zusätzliche Soldaten in die Region entsenden werde. Damit erhöhte sich das deutsche Kontingent im Kosovo auf etwa 3800 Soldaten.

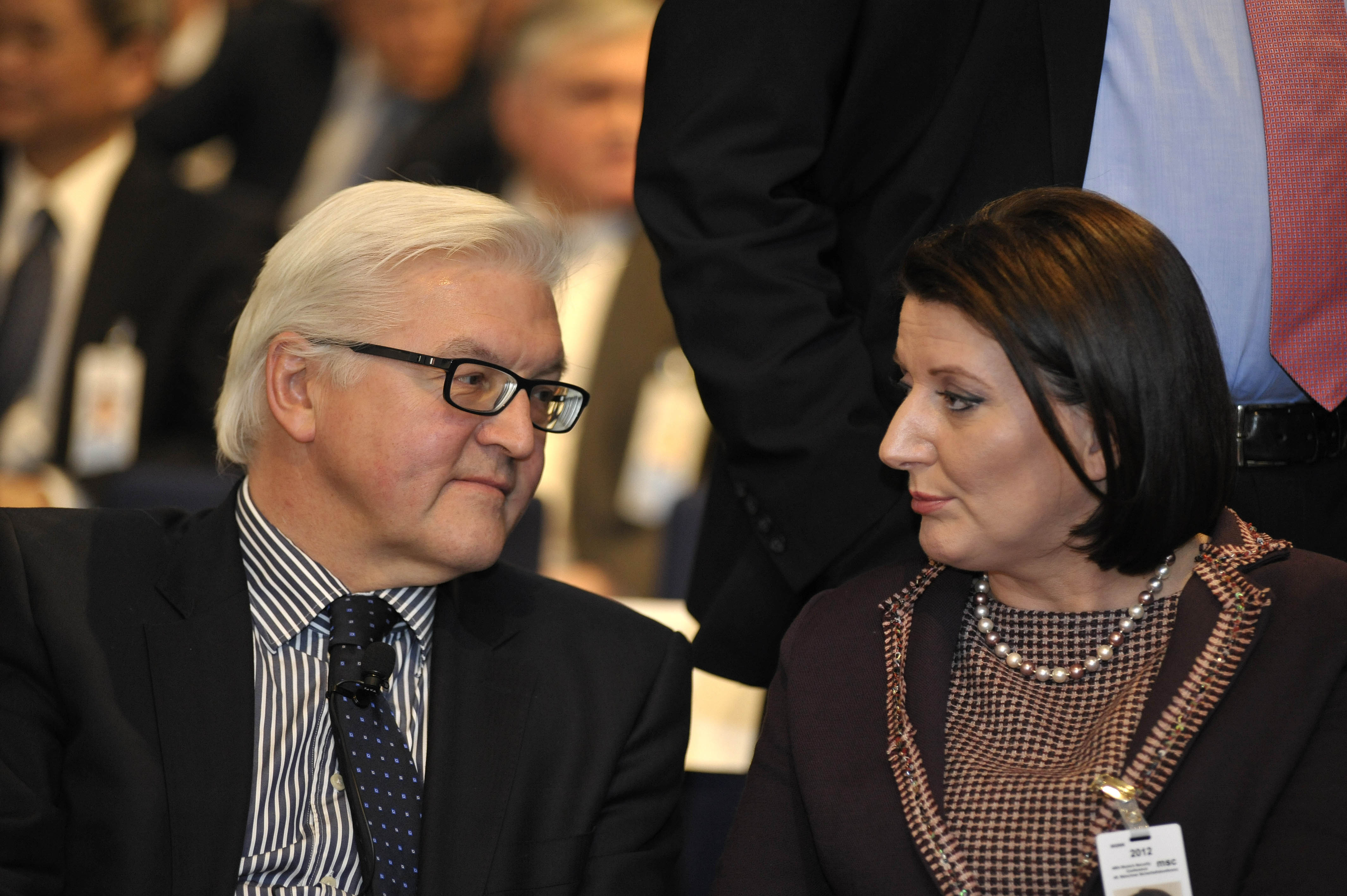
Frank-Walter Steinmeier und Atifete Jahjaga an der 48. Münchner Sicherheitskonferenz 2012

Nach einem Besuch bei den deutschen KFOR-Soldaten im Feldlager Prizren am 15. Juli 2005 erteilte die CDU-Parteivorsitzende Angela Merkel einer Loslösung des Kosovo von Serbien noch eine klare Absage. Nach weiteren fruchtlosen Statusverhandlungen mit Serbien erkannte Deutschland (Regierung Merkel I) aber die am 17. Februar 2008 von den Kosovaren ausgerufene Unabhängigkeit schon drei Tage später (20. Februar 2008) an.
Allmählich wird die deutsche Truppenpräsenz im Kosovo reduziert: 2011 wurde die Gesamttruppenstärke der KFOR auf etwa 5500 Einsatzkräfte halbiert, davon rund 900 deutsche Soldaten. Nach vorübergehenden Aufstockungen durch eine österreichisch-deutsche Eingreiftruppe befanden sich im Juli 2013 noch rund 750 deutsche Soldaten im Kosovo; die vom Bundestag zugestandene Truppenstärke von 1850 Soldaten wird damit nicht mehr ausgeschöpft.
Am 28. August 2014 trafen sich auf Einladung der deutschen Bundeskanzlerin Angela Merkel die acht Staats- und Regierungschefs des Westbalkans zur ersten Westbalkan-Konferenz in Berlin.
Anfang 2023 wurden noch 70 Bundeswehr-Soldaten im Kosovo eingesetzt.